# Emmanuel Hendrickx
Pour les articles homonymes, voir Hendrickx.
Emmanuel Hendrickx est un homme politique belge francophone, né à Uccle le 10 février 1940 et mort le 20 mai 2024, membre du parti MR.

## Biographie
Avocat au barreau de Nivelles, Emmanuel Hendrickx est échevin à Braine-l'Alleud de 1978 à 1982, avant d'être bourgmestre de 1983 à 2000. Après avoir été président du conseil provincial, il est ensuite le 2e gouverneur de la province du Brabant wallon de 2000 à 2006, avant de démissionner un peu avant la limite d'âge.
Après avoir renoncé à cette fonction, il devient député provincial, et reste actif en tant que membre du comité directeur et vice-président de l'Office des Métiers d'Art du Brabant wallon, administrateur du Conseil supérieur des villes, communes et provinces, administrateur de la régie foncière autonome du Brabant wallon, vice-président du conseil d'administration de l’association des Provinces wallonnes, sans compter son engagement dans le secteur associatif.

## Mandats

### Niveau local
- 1978-1982 : échevin de Braine-l'Alleud
- 1983-2000 : bourgmestre de Braine-l'Alleud

### Niveau fédéral
- 2000-2006 : gouverneur de la province du Brabant wallon
- 2006- : député provincial de la province du Brabant wallon